# Sergei Nikolajewitsch Lawrentjew
Sergei Nikolajewitsch Lawrentjew (russisch Сергей Николаевич Лаврентьев, UEFA-Transkription Sergei Nikolayevich Lavrentyev; * 9. April 1972 in Klimowsk) ist ein russischer Fußballtrainer und ehemaliger Fußballspieler. 
Als Stürmer spielte er u. a. für Arsenal Tula und Torpedo-SIL Moskau.
Seit Oktober 2012 trainiert Lawrentjew die russische Fußballnationalmannschaft der Frauen. Er führte das Team in den Play-off-Spielen gegen Österreich zur Europameisterschaft 2013 nach Schweden. Dort schied die russische Mannschaft etwas unglücklich durch Losentscheid bereits in der Gruppenphase aus.